# Fabian Johnson
Fabian Johnson (München, 11 december 1987) is een Duits-Amerikaanse voetballer als vleugelverdediger/middenvelder speelt. Hij tekende in februari 2014 bij Borussia Mönchengladbach, dat hem zo na het seizoen 2013/14 transfervrij overnam van TSG 1899 Hoffenheim. Johnson debuteerde in 2011 in het Voetbalelftal van de Verenigde Staten, nadat hij in de jeugd voor nationale selecties van Duitsland speelde.

## Cluboverzicht
| Seizoen | Club                     | Competitie       | Weds | Goals |
| ------- | ------------------------ | ---------------- | ---- | ----- |
| 2004/05 | TSV 1860 München II      | Regionalliga Süd | 11   | 0     |
| 2005/06 | TSV 1860 München II      | Regionalliga Süd | 24   | 0     |
| 2005/06 | TSV 1860 München         | 2. Bundesliga    | 4    | 0     |
| 2006/07 | TSV 1860 München II      | Regionalliga Süd | 7    | 0     |
| 2006/07 | TSV 1860 München         | 2. Bundesliga    | 25   | 0     |
| 2007/08 | TSV 1860 München         | 2. Bundesliga    | 28   | 2     |
| 2008/09 | TSV 1860 München         | 2. Bundesliga    | 33   | 2     |
| 2009/10 | VfL Wolfsburg            | Bundesliga       | 10   | 1     |
| 2010/11 | VfL Wolfsburg            | Bundesliga       | 6    | 0     |
| 2011/12 | TSG 1899 Hoffenheim      | Bundesliga       | 29   | 2     |
| 2012/13 | TSG 1899 Hoffenheim      | Bundesliga       | 31   | 3     |
| 2013/14 | TSG 1899 Hoffenheim      | Bundesliga       | 27   | 0     |
| 2014/15 | Borussia Mönchengladbach | Bundesliga       | 24   | 1     |
| 2015/16 | Borussia Mönchengladbach | Bundesliga       | 26   | 6     |
| 2016/17 | Borussia Mönchengladbach | Bundesliga       | 21   | 3     |
| 2017/18 | Borussia Mönchengladbach | Bundesliga       | 10   | 1     |
| 2018/19 | Borussia Mönchengladbach | Bundesliga       | 18   | 1     |
| 2019/20 | Borussia Mönchengladbach | Bundesliga       | 3    | 0     |

## Erelijst
| Europees kampioen –21 | 1x | 2009 |